# Katolsk-apostolske menighed
Den Katolsk-apostolske menighed er en frikirke, som blev oprettet i Danmark i 1838.
Trossamfundet var frem til 1901 aktivt missionerende med menigheder i de fleste større, danske byer og opbygget med en hierarkisk embedsstruktur. Det er dog i dag indadvendt og drives af lægfolk, da de oprindelige apostle, præster og diakoner alle er døde. Der oplæses nu kun gamle prædikener i forbindelse med de såkaldte litanitjenester.
Trossamfundet har en markant kirkebygning på hjørnet af Gyldenløvesgade og Nørre Søgade i København. Man opførte i 1893 på samme vis en kirke centralt i Aarhus på Frederiks Allé 37, som i 2010 foræredes til den romersk-katolske kirke. 
Kvindesagsforkæmperne Elisabet Ouchterlony (1842 – 1890) og Amalie Holm (1893 – 1966) var medlemmer af kirken. 